# Marquinhos (handebolista)
Marcos Antônio Cezar, conhecido como Marquinhos (Descanso, 27 de junho de 1970) é um handebolista brasileiro, que atuava na posição de armador.
Nasceu em Descanso mas, aos 12 anos, mudou-se para São Miguel do Oeste.
Formado em educação física, é pós-graduado em treinamento esportivo e, atualmente, é preparador físico e professor universitário.

## Trajetória esportiva
Na escola, em São Miguel do Oeste, começou a praticar esporte; aos 17 anos, jogou pela equipe da Sadia, de Chapecó.
Chegou à seleção brasileira juvenil em 1991. Em 1993 transferiu-se para a Metodista.
Foi convocado para os Jogos Olímpicos de 1992 em Barcelona, mas preferiu concluir a faculdade de educação física.
Conquistou a medalha de prata nos Jogos Pan-Americanos de 1995 em Mar del Plata e, no ano seguinte, foi aos Jogos Olímpicos de Atlanta.
Jogou pelas equipes de Santo André e São Caetano. Esteve no Campeonato Mundial de Handebol de 2001.
Em 2005 assumiu a função de preparador físico e assistente da equipe do São Caetano. A convite do técnico Washington Luz, foi também para a seleção brasileira, integrando a comissão técnica da equipe campeã dos Jogos Pan-Americanos de 2007; do time que foi aos Jogos Olímpicos de 2008 em Pequim; e do time que foi aos Jogos Pan-Americanos de 2011 em Guadalajara (México).